# Boreus borealis
Boreus borealis is een schorpioenvlieg uit de familie van de sneeuwvlooien (Boreidae). De wetenschappelijke naam van de soort is voor het eerst geldig gepubliceerd door Banks in 1923.
De soort komt voor in Alaska (Verenigde Staten).